# Maybach 57 і 62
Maybach 57 і 62 — великі седани люкс-класу, «флагманські» моделі фірми Maybach, яка належить до автобудівного концерну Daimler AG. В 1997 році на Токійському автосалоні показали концепт-кар. Серійна модель вперше була представлена в 2002 році. У своєму класі автомобілі Maybach були конкурентами Bentley Mulsanne і Rolls-Royce Phantom.
В 2005 році з'явилися модифікації Maybach 57S та 62S з двигуном 6,0 л V12.
В 2010 році моделі Maybach модернізували.
Керівництво концерну Даймлер-Бенц вирішило в 2013 році завершити випуск цих моделей.
Фахівці фірми вважають, що ринкову нішу цієї моделі цілком покриває люкс-моделі Мерседеса S-класу. Всього виготовили 3200 екземплярів.

## Технічні дані

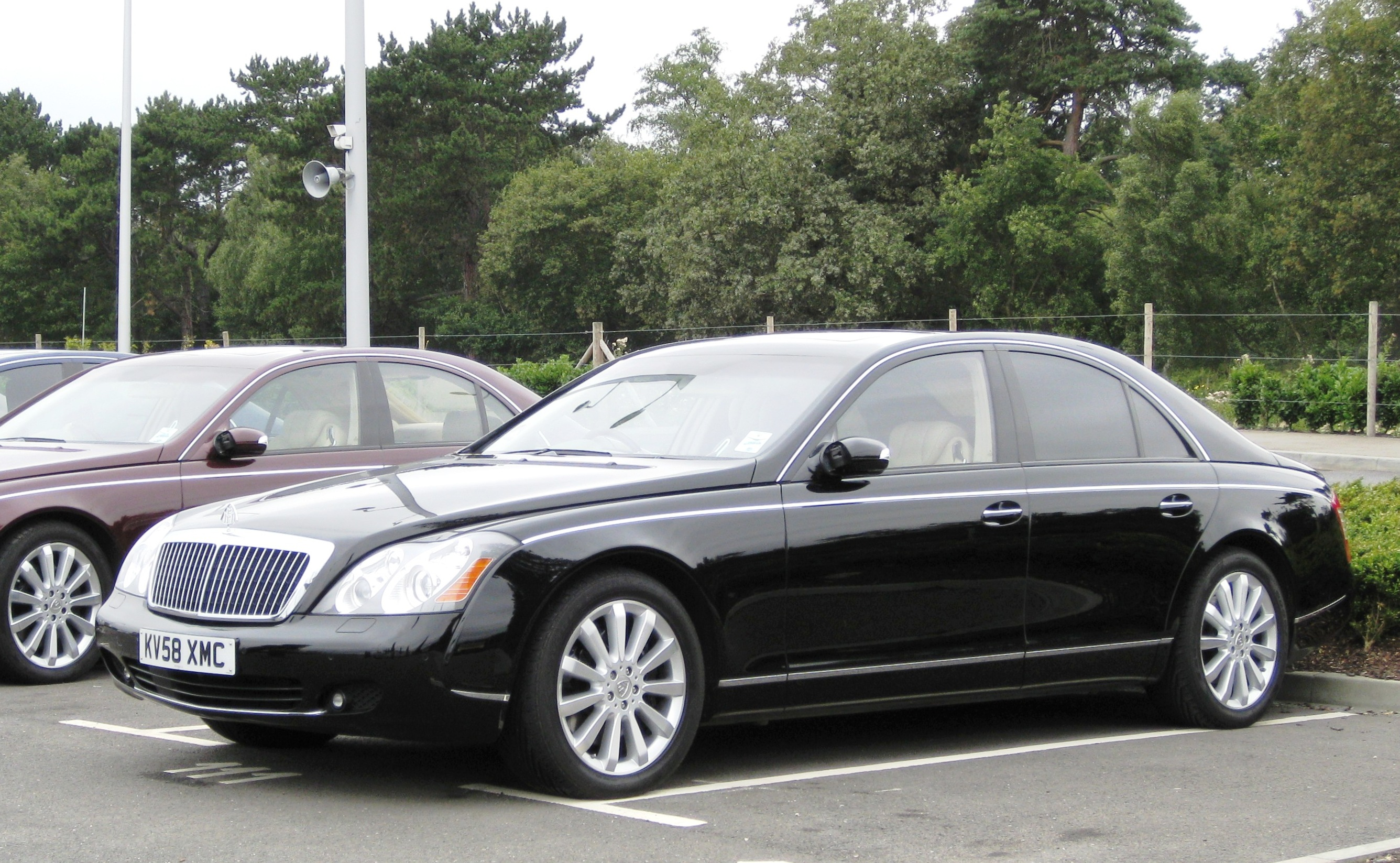
Maybach 57

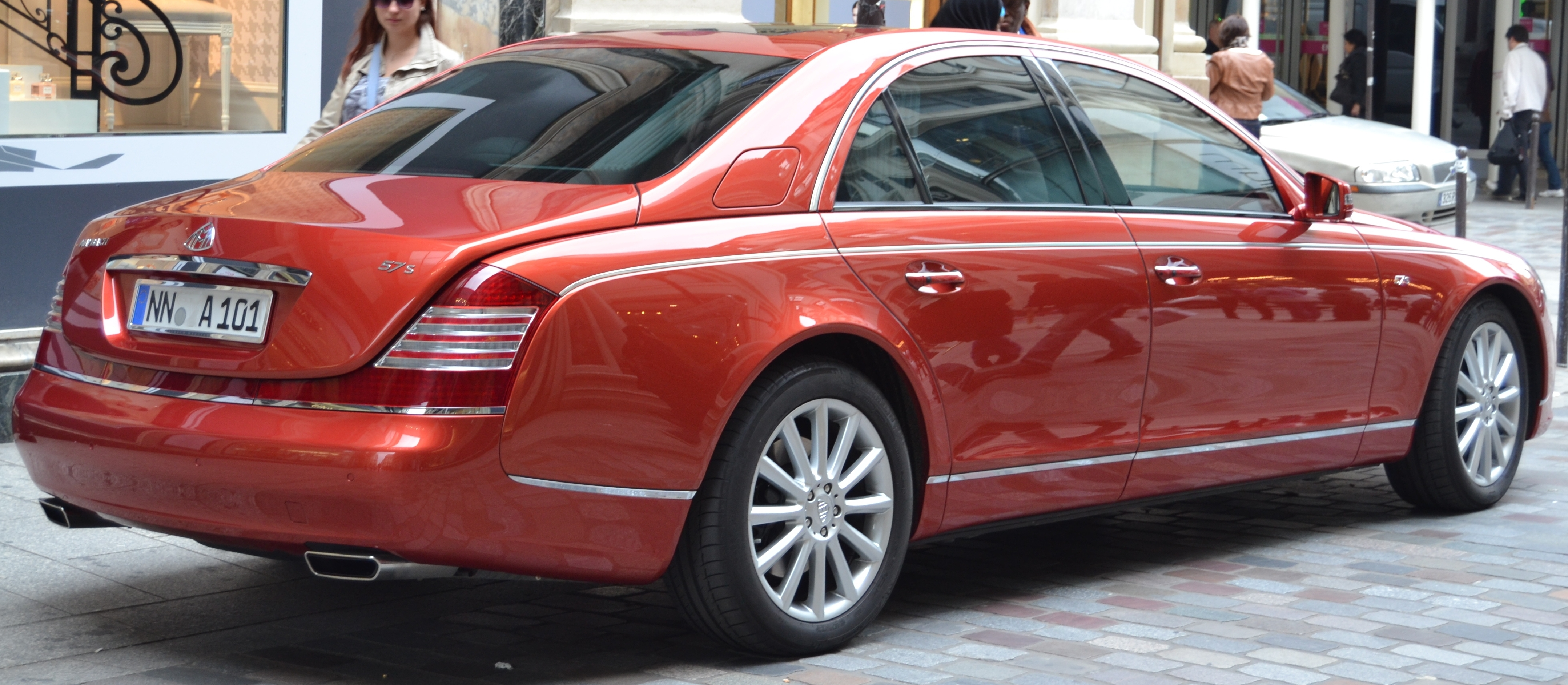
Maybach 57

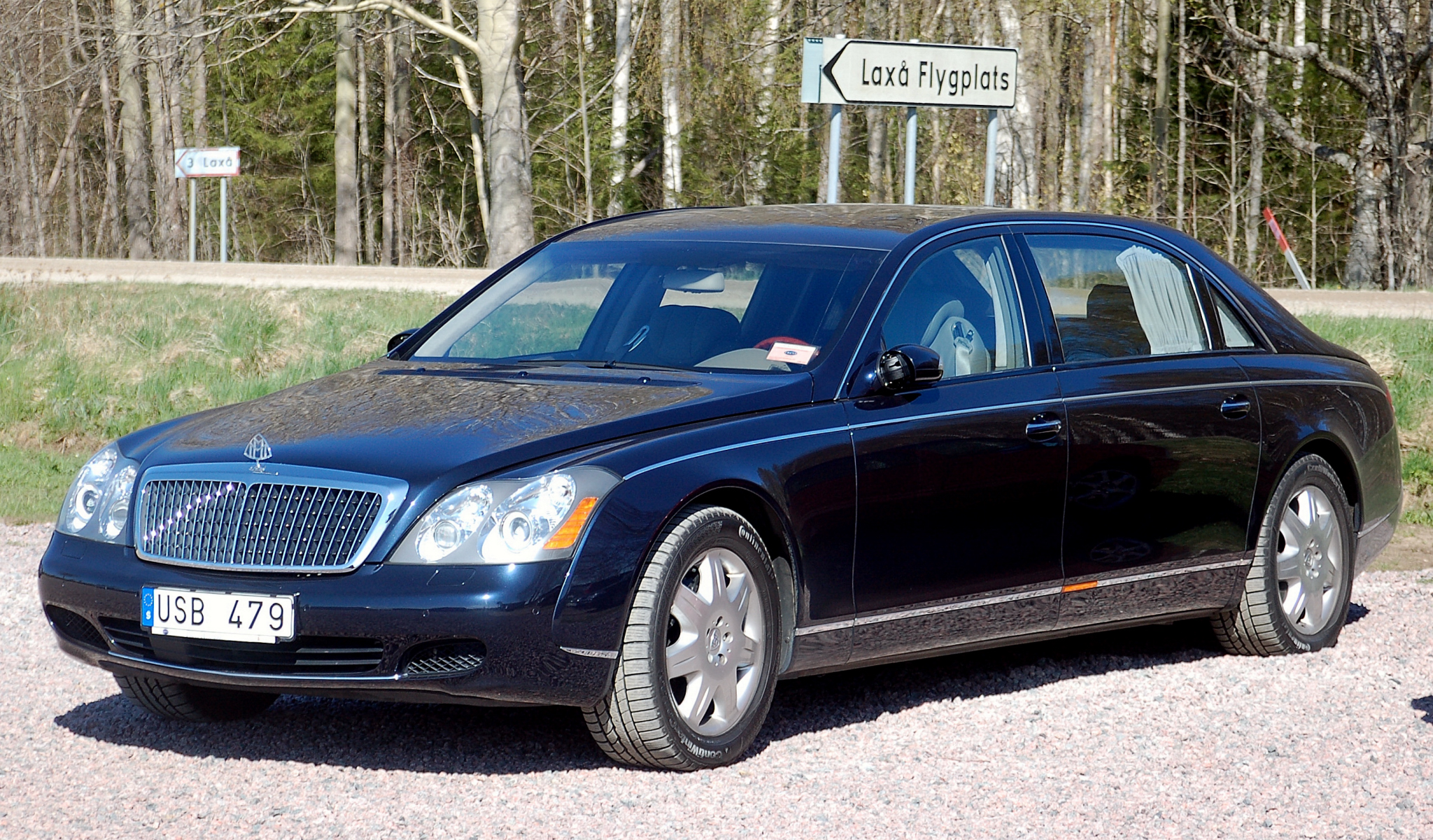
Maybach 62

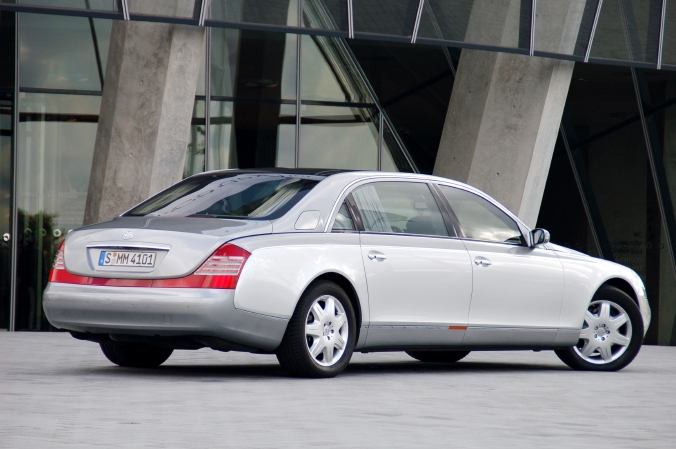
Maybach 62

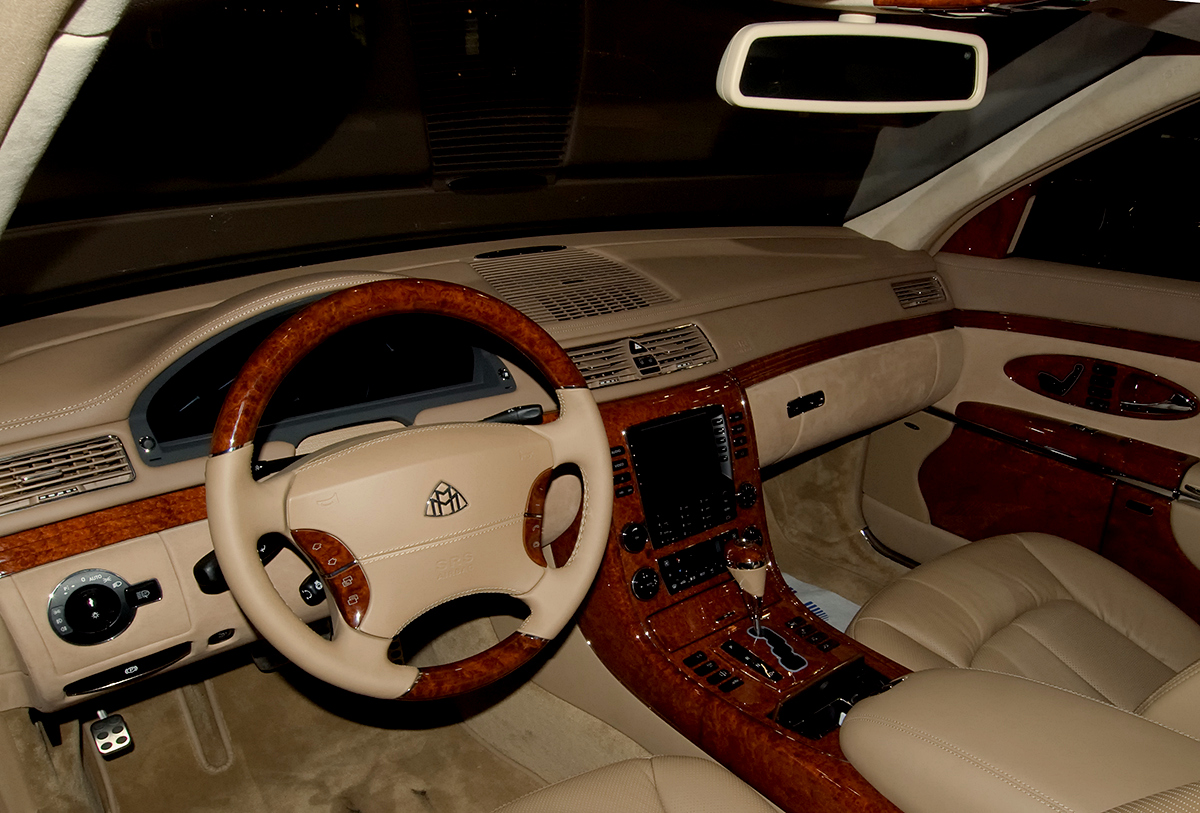
Салон

Maybach 57/62 побудовані на платформі Mercedes-Benz W140 з електронними системами від Mercedes-Benz W220. Довжина 57 і 57S — 5730 мм (позначення шасі для короткого лімузина W240), 62 і 62S — 6170 мм (для подовженої версії V 240). Підвіска (двохважільна спереду і багатоважільна ззаду) була за замовчуванням пневматичною.
Автомобілі Maybach 57 та 62 комплектуються бітурбодвигуном 5,5 л V12 потужністю 550 к.с., крутним моментом 900 Нм, автомобілі Maybach 57S та 62S комплектуються бітурбодвигуном 6,0 л V12 потужністю 612 к.с., крутним моментом 1000 Нм.
Відмітки у 100 км/год автомобілі досягають за 5.2 секунд. Витрачає седан 24.6 л/100км у міському, 11.8 л/100км у заміському та 16.4 л/100км у змішаному циклі. 

## Оснащення
До бази усіх седанів Maybach 57 увійшли: 
- супутникова навігація;
- функція відкривання гаражних дверей з інфрачервоним променем;
- GSM телефони попереду та позаду;
- голосовий контроль;
- сенсори паркування;
- аудіосистема Bose;
- CD-чейнджер між задніми сидіннями;
- передні та задні телевізійні екрани з тюнерами та дистанційним управлінням;
- DVD-програвач для задніх сидінь;
- склоочисники з сенсорами дощу;
- ксенонові фари з налаштуванням відповідно до динаміки;
- вікна з електроприводом;
- чотиризонний клімат-контроль;
- передні та задні сидіння з електроприводом;
- люк;
- багатофункціональне рульове колесо;
- електричний контроль стабільності;
- вісім подушок безпеки, вогнегасник;
- моніторинг тиску шин;
- функція відкривання дверей та запалювання без ключа;
- запасне колесо;
- пневматична підвіска та парасолька[2].

## Моделі
У період з червня 2002 року по червень 2012 року, седан виготовлявся в Зіндельфінгені. Позначення шасі для короткого лімузина (у всіх моделях) - W 240, для подовженої версії V 240.

### Maybach 57 S
На 75-му Міжнародному Женевському автосалоні, що проходив в березні 2005 року, був представлений Maybach 57 S. Він має міцну підвіску; візуально відрізняється модифікованої ґратами радіатора, 20-дюймові колеса. Потужність двигуна 450 кВт (612 к.с.), крутний момент 1000 Нм, максимальна швидкість збільшена до 275 км/год. Базова вартість Maybach 57 S оцінювалася в 417 600 євро. Постачання почалися з осені 2005 року.

### Maybach 62 S
Довга версія Maybach 6,20 метрів була доступна зі спортивними модифікаціями. Проте, максимальна швидкість автомобіля обмежена 250 км/год.

### Maybach Zeppelin
У 2009 році була випущена спеціальна обмежена серія з 100 примірників в стилі 1930-х років. Автомобіль був доступний в короткому і довгому кузові. На нього встановлений доопрацьований спеціалістами AMG 6-літровий V12 Biturbo, який отримав на 28 к. с. більше ніж версії 57S і 62S, і тепер видає 640 к. с. При ціні від 560 000 євро, це був найдорожчий седан у світі. 

### Maybach Landaulet
Landaulet - це Maybach 62 S з брезентовим верхом над задньою частиною салону. Був представлений на початку листопада 2007 року і виставлений на автосалоні в Дубаї. Цей автомобіль вироблявся з 2008 по 2013 роки за індивідуальними замовленнями.

### Maybach 57 S Coupé Xenatec
Дводверний Maybach 57 S Coupe - на основі кузова Maybach 57 S, що випускався в 2011 році. Комплектувався 5.5-літровим двигуном V12 х подвійним турбонаддувом потужністю 630 к. с.

## Фотогалерея

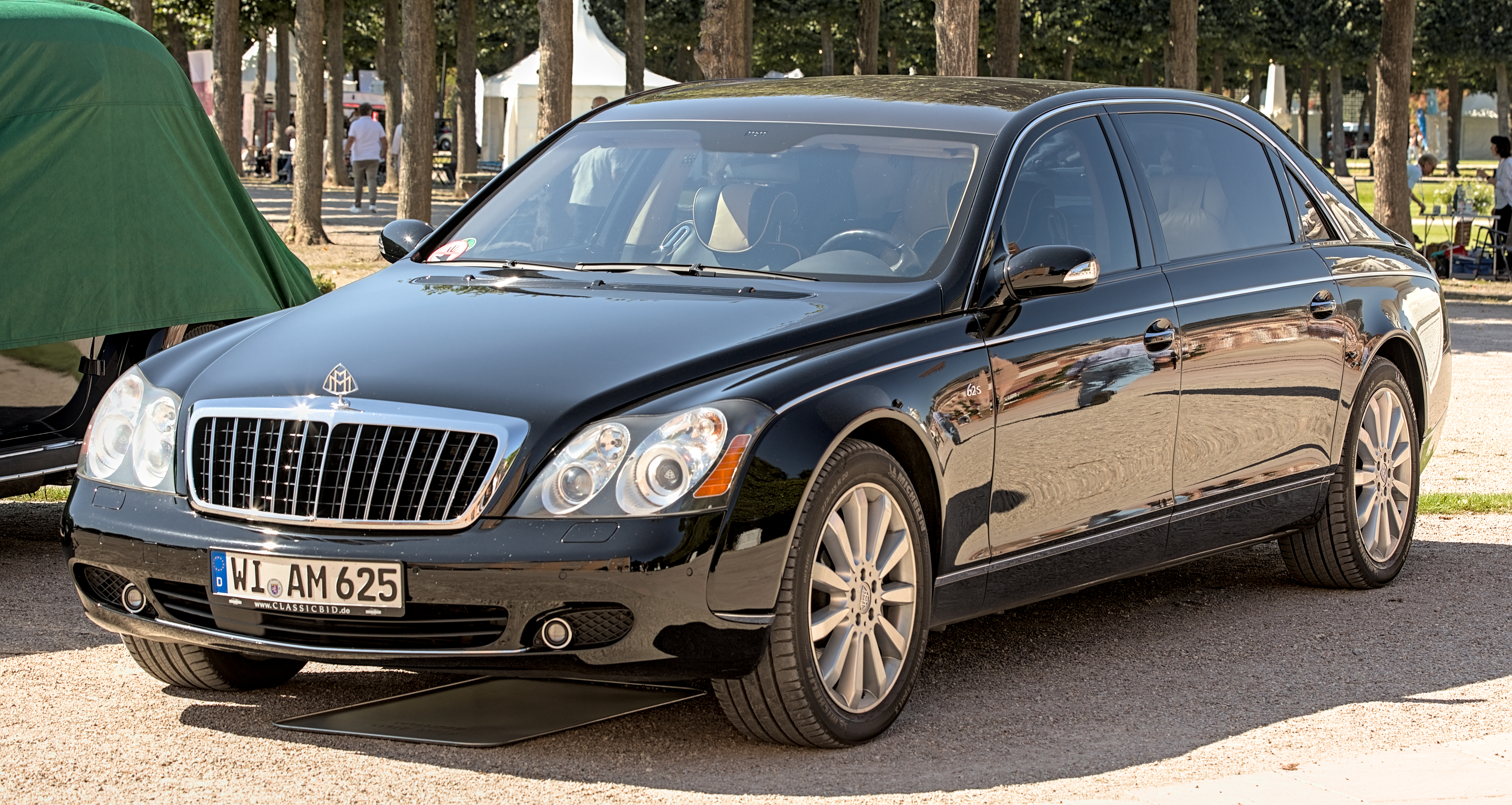
Maybach 62 S
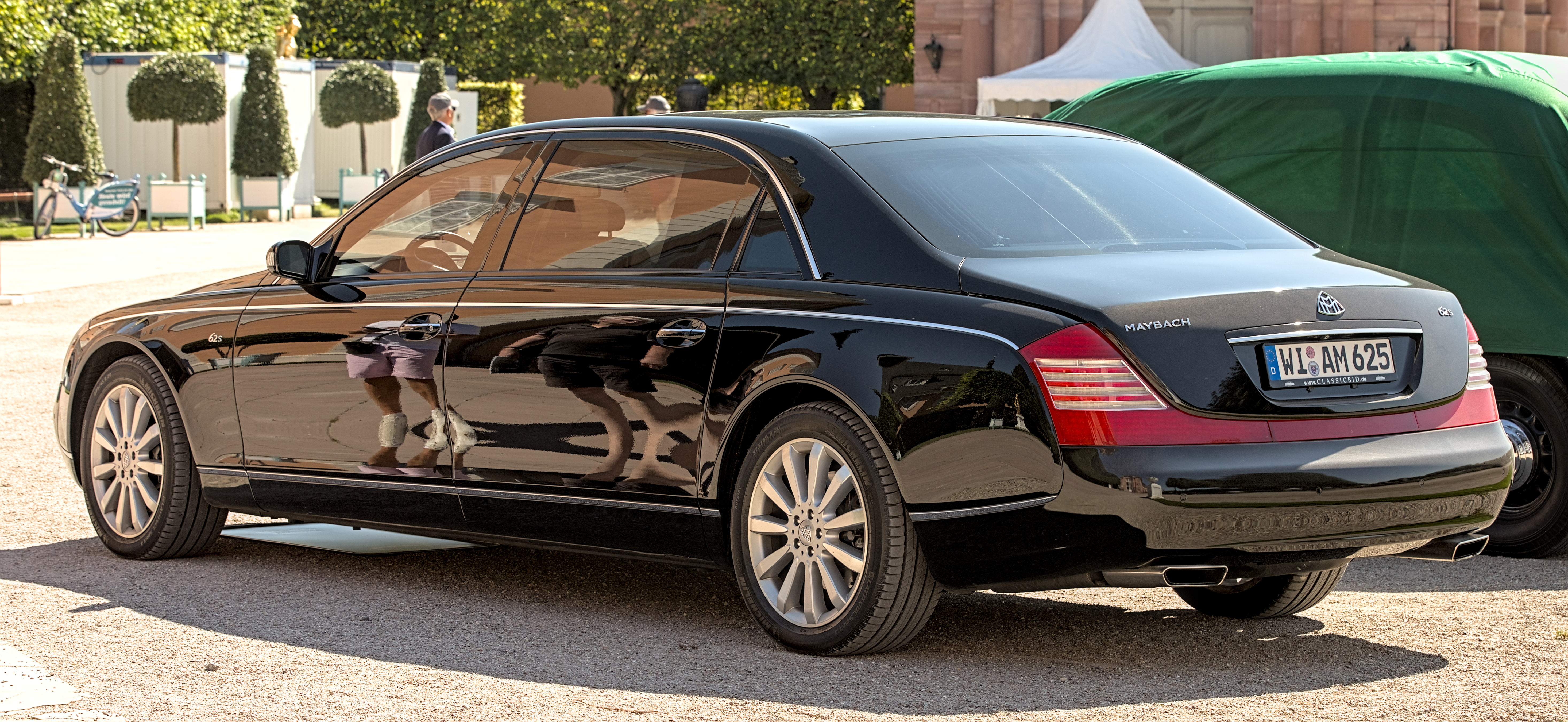
Maybach 62 S
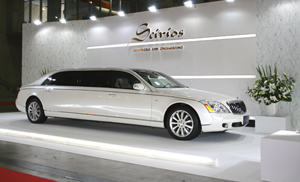
Подовжений Maybach 62S
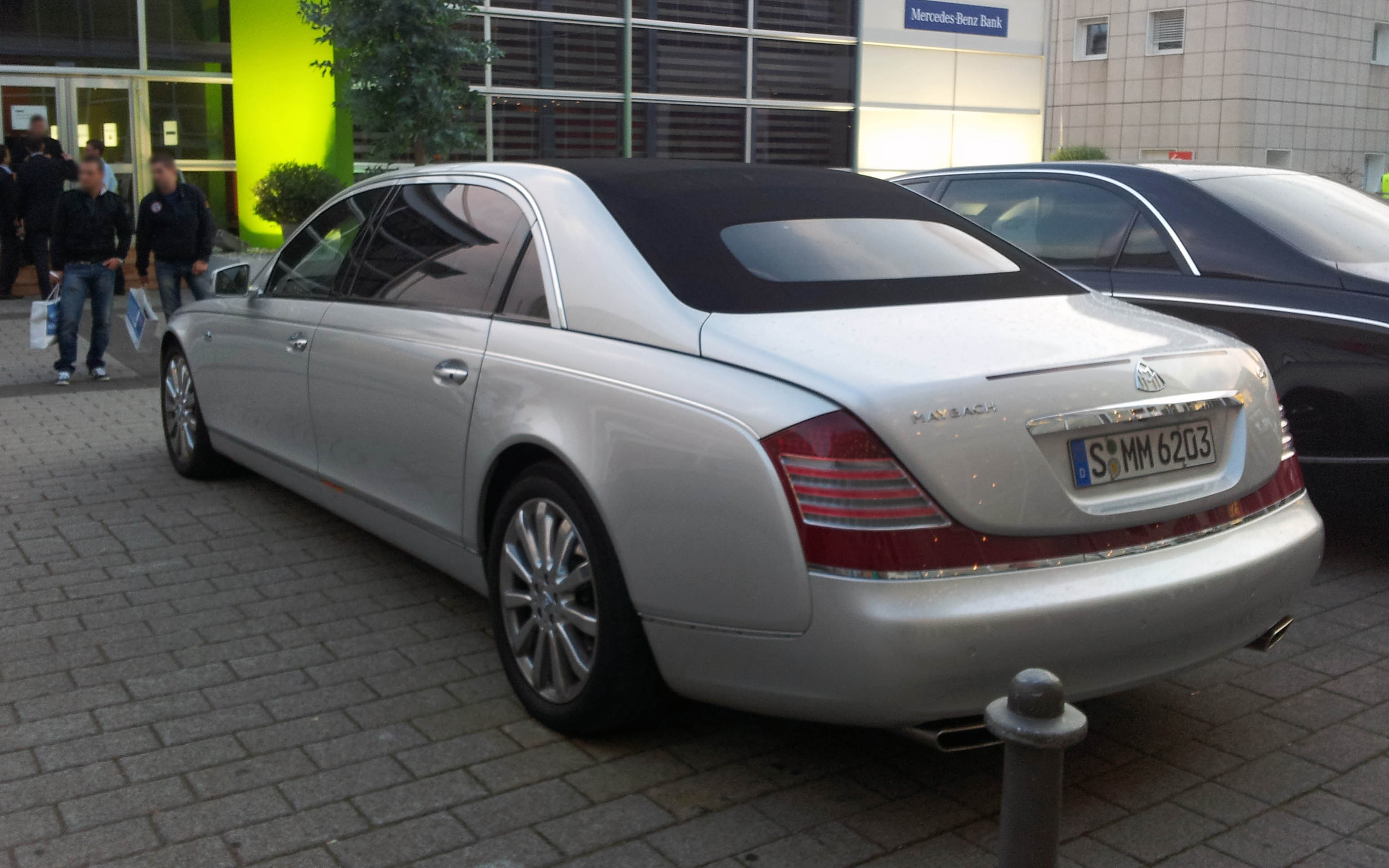
Maybach 62S Landaulet

## Продажі
| Рік  | США |
| ---- | --- |
| 2003 | 166 |
| 2004 | 244 |
| 2005 | 152 |
| 2006 | 146 |
| 2007 | 156 |
| 2008 | 119 |
| 2009 | 66  |
| 2010 | 63  |